# Тураличи (община Власеница)
Тураличи (на сръбски: Туралићи) е село в Босна и Херцеговина, разположено в община Власеница, в ентитета на Република Сръбска. Намира се на 790 метра надморска височина. Населението му според преброяването през 2013 г. е 17 души, от тях: 17 (100,00 %) сърби.

## Население
Численост на населението според преброяванията през годините:
- 1961 – 276 души
- 1971 – 363 души
- 1981 – 412 души
- 1991 – 462 души
- 2013 – 17 души